# Yiğitcan Gölboyu
Yiğitcan Gölboyu (* 12. Mai 1992 in Izmir) ist ein türkischer Fußballspieler.

## Karriere
Gölboyu kam in Konak, einem berühmten Stadtteil der türkischen Hafenstadt Izmir, auf die Welt und begann hier mit dem Vereinsfußball in der Jugend von Izmir Gençlik Spor İl Müdürlüğü SK und wechselte 2006 in die Jugend des Traditionsvereins Altay Izmir. Hier erhielt er 2010 einen Profivertrag, spielte aber ein weiteres Jahr für die Reservemannschaft des Vereins. Für die Saison 2011/12 kam er dann an den Viertligisten Aydınspor 1923 und gab bei diesem Verein sein Profidebüt. Zum Saisonende kehrte er zu Altay zurück und verließ anschließend den Verein Richtung Viertligist Çorum Belediyespor. Bei diesem Verein eroberte er sich auf Anhieb einen Stammplatz und zählte zu den Leistungsträgern seiner Mannschaft.
Im Sommer 2013 wechselte er in die türkische TFF 1. Lig zu Adanaspor. Mit diesem Klub wurde er in der Spielzeit 2015/16 Meister der TFF 1. Lig und stieg in die Süper Lig auf. Zur Saison 2017/18 verließ er nach vier Jahren den Mittelmeerklub und zog zum Drittligisten Gümüşhanespor weiter.

## Erfolge
- Meister der TFF 1. Lig und Aufstieg in die Süper Lig: 2015/16